# HMS Robust
HMS Robust (1763) — 74-пушечный линейный корабль 3 ранга Королевского флота, первый и единственный корабль Его величества, названный Robust.
Построен на частной верфи Barnard в Харвиче. Заказан в 16 декабря 1761. Спущен на воду 25 октября 1764 года. Достроен 10 декабря 1764.

## Служба
1774 — май, малый ремонт в Чатеме по январь 1775.

### Американская революционная война

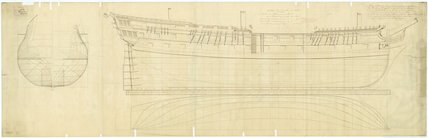
Чертежи типа Ramillies, включая Robust

1777 — декабрь, Вступил в строй, капитан Александр Худ
1778 — капитан Александр Худ; был у острова Уэссан.
1779 — капитан Филипп Косби (англ. Philip Cosby); в мае сопровождал Арбютнота в Северную Америку.
16 марта 1781 года они столкнулись с эскадрой Детуша у мыса Генри, Вирджиния. Капитан Косби шел головным в британской линии, и в бою с авангардом противника показал высокую храбрость. Французский командующий не смог противостоять атаке, и вынужден был через полчаса выйти из линии. Robust, и два других корабля авангарда, HMS Europe и HMS Prudent, понесли сильные потери, так что Арбютнот счел преследование врага невозможным; Robust был настолько поврежден, что должен был уйти в Нью-Йорк для срочного ремонта.
Позже Robust получил приказ идти на ремонт в Англию, и эрл Корнуоллис должен был идти на нем пассажиром, но как только он вышел в море, стало ясно, что корабль непригоден к плаванию. Поэтому эрл сошел на торговое судно, а Robust повернул на Антигуа. Поправив там повреждения, он прибыл в Англию с конвоем в июле 1782 года.

### Французские революционные войны
1801 — апрель, капитан Генри Керзон (англ. Henry Curzon), позже капитан Джон Джервис; 21 июля шлюпки с Robust, HMS Beaulieu, HMS Uranie и HMS Doris успешно взяли на абордаж и увели французский 20-пушечный корвет Chevrette, имевший на борту 350 человек (включая команду и солдат, принятых в предвидении нападения). Кроме того, Chevrette прикрывали батареи бухты Камаре́. Вооруженный наемный куттер Telemachus в это время перегородил пролив ля Гуле́ (фр. la Goulet) чем предотвратил подвоз подкреплений для Chevrette. Британские потери составили 11 убитых, 57 раненых, 1 пропавший без вести. Французский корвет потерял 92 убитыми, в том числе капитана, и 62 ранеными. Награды за этот бой Адмиралтейство выдало уцелевшим в 1847 году.

### Наполеоновские войны
1802 — апрель, ушел на Ямайку; июль, выведен в резерв, превращен в плавучую казарму в Портсмуте.
1807−1814 — в консервации там же.
1817 — январь, разобран.